# Schlacht bei Klissow
1. Phase: Schwedische Dominanz (1700–1709)
Dänischer Kriegsschauplatz (1700)
Humlebæk • Tönning I 
Livländ./ Estnischer Kriegsschauplatz (1700–1708)
Riga I • Jungfernhof • Varja • Pühhajoggi • Narva • Petschora • Düna • Rauge • Erastfer • Hummelshof • Embach • Tartu • Narva II • Wesenberg I • Wesenberg II
Ingermanländ./ Finnischer Kriegsschauplatz (ab 1701)
Archangelsk • Ladogasee • Nöteborg • Nyenschanz • Newa • Systerbäck • Petersburg • Wyborg I • Porvoo • Newa II • Koporje II • Kolkanpää
Litauisch-weißrussischer Kriegsschauplatz (1702–1706)
Vilnius • Saladen • Jakobstadt • Gemauerthof • Mitau • Grodno I • Olkieniki • Njaswisch • Klezk • Ljachawitschy
Polnischer Kriegsschauplatz (1702–1706)
Klissow • Pułtusk • Thorn • Lemberg • Warschau • Posen • Punitz • Tillendorf • Rakowitz • Praga • Fraustadt • Kalisch 
Russischer Kriegsschauplatz (1708–1709)
Grodno II • Golowtschin • Moljatitschi • Rajowka • Lesnaja • Desna • Baturyn • Koniecpol • Weprik • Opischnja • Krasnokutsk • Sokolki • Poltawa I • Poltawa II
2. Phase: Schweden in der Defensive (1710–1721)
Baltischer und Finnischer Kriegsschauplatz (bis 1714)
Riga II • Wyborg II • Pernau • Kexholm • Reval • Hogland • Pälkäne • Storkyro • Nyslott • Hanko 
Schwed./Norwegischer Kriegsschauplatz (1710–1721)
Helsingborg • Køge-Bucht • Bottnischer Meerbusen • Frederikshald I • Dynekilen-Fjord • Göteborg I • Strömstad • Trondheim • Frederikshald II • Marstrand • Ösel • Göteborg II • Södra Stäket • Grönham • Sundsvall
Norddeutscher Kriegsschauplatz (1711–1716)
Elbing • Wismar I • Lübow • Stralsund I • Greifswalder Bodden I • Stade • Rügen • Gadebusch • Altona • Tönning II • Stettin • Fehmarn • Wismar II • Stralsund II • Jasmund • Peenemünde • Greifswalder Bodden II • Stresow 
In der Schlacht bei Klissow standen sich am 8. Julijul. / 19. Juligreg./ 9. Juli 1702schwed. die Armeen von Karl XII. und August II. gegenüber. Klissow (polnisch: Kliszów) ist ein Ort südlich von Kielce. In der Nähe fließt die Nida, ein Nebenfluss der Weichsel.

## Vorgeschichte
| \| Schlacht bei Klissow \| |
| Lage des Schlachtfeldes    |
| Schlacht bei Klissow       |

Ende 1700 hatte Karl XII. Schweden erfolgreich verteidigt und alle feindlichen Truppen vom schwedischen Territorium vertrieben. Anstatt das geschlagene russische Heer zu verfolgen, um es vollständig zu vernichten und seinen Gegner Zar Peter I. ebenfalls zum Frieden zu zwingen, wandte sich der König nun seinem dritten Gegner, dem sächsischen Kurfürsten und König von Polen, zu, um diesem den polnischen Königsthron zu entreißen. In der Schlacht an der Düna im Juli 1701 gelang es den Schweden erneut, der sächsisch-polnisch-russischen Armee eine empfindliche Niederlage zuzufügen und drang tief in kurländisches Gebiet ein.
Im Januar 1702 verlegte Karl sein Heer von Kurland nach Litauen. Am 23. März 1702 verließen die Schweden ihr Winterquartier und fielen in Polen ein. Ohne auf die geplanten Verstärkung aus Pommern zu warten, marschierte Karl mit seinem Heer direkt gegen Warschau, das sich am 14. Mai 1702 kampflos ergab. Die polnische Hauptstadt wurde zur Zahlung einer hohen Kontribution gezwungen, bevor Karl seinen Marsch nach Krakau fortsetzte. Die Befürchtung, dass Schweden in einem denkbaren Friedensvertrag Territorialgewinne in Polen suchen würde, veranlasste nun auch den polnischen Adel, sich an dem Krieg zu beteiligen.
Bevor Karl XII. Warschau besetzte, war August II. mit der polnischen Kronarmee, etwa 8.000 Mann stark, nach Krakau gezogen, um sich dort mit der 22.000 Mann starken sächsischen Armee zu vereinigen, die in Sachsen neu aufgestellt worden war. Die polnische Kronarmee unter Hieronim Augustyn Lubomirski war schlecht ausgerüstet, mangelhaft verpflegt und wenig motiviert, für die Sache des sächsischen Königs zu kämpfen. Das 24.000–30.000 Mann starke polnisch-sächsische Heer stellte sich schließlich südlich von Kielce den nur 12.000 Mann zählenden Schweden entgegen.

Johann Matthias von der Schulenburg
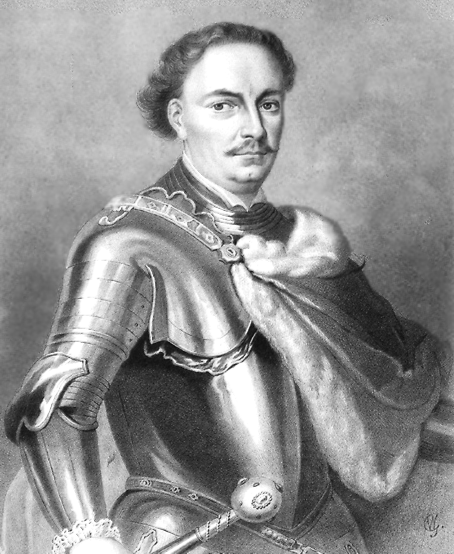
Fürst Lubomirski konnte mit 10.000 Reitern nichts gegen die Schweden ausrichten.

## Schlachtverlauf

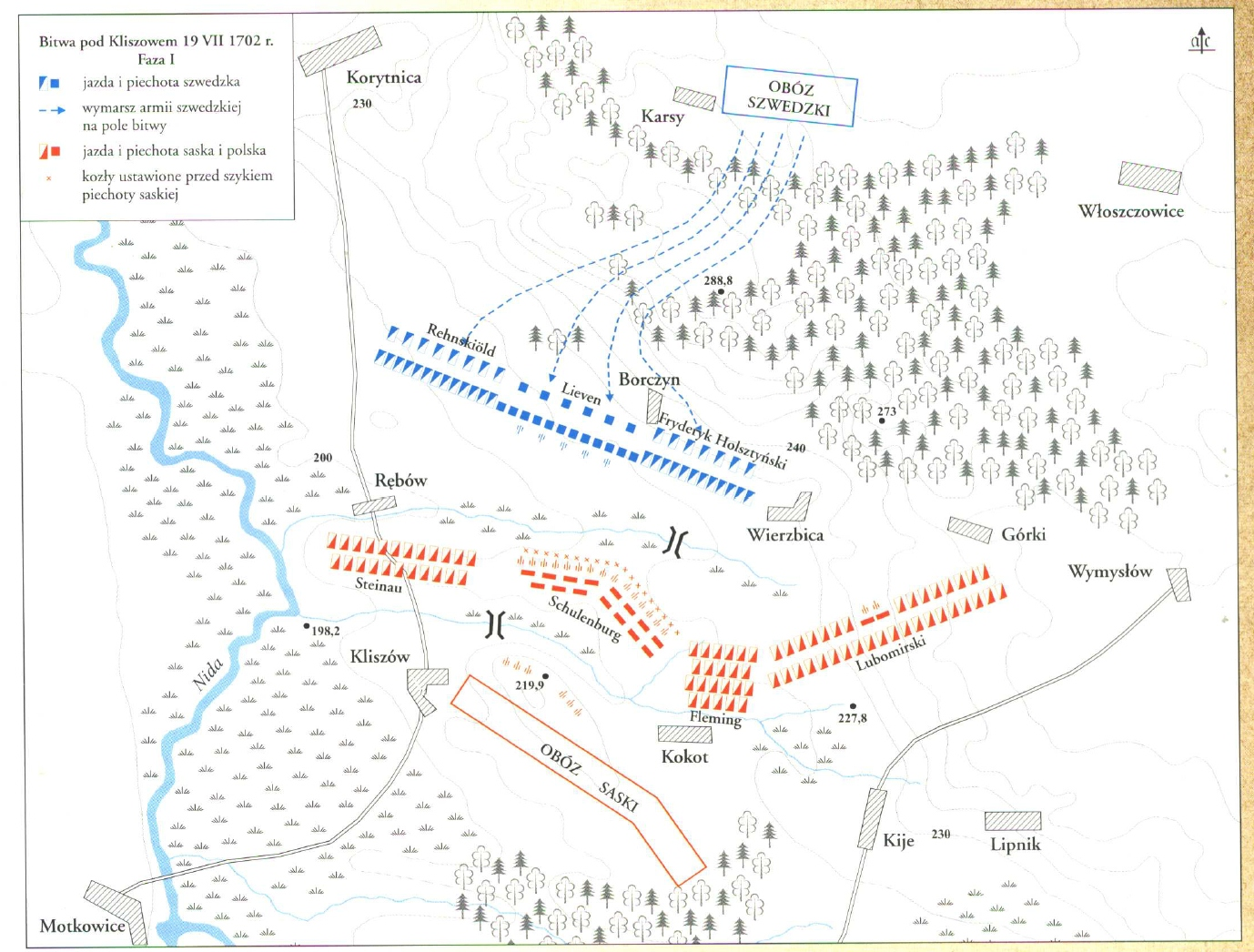
Anfangsphase der Schlacht

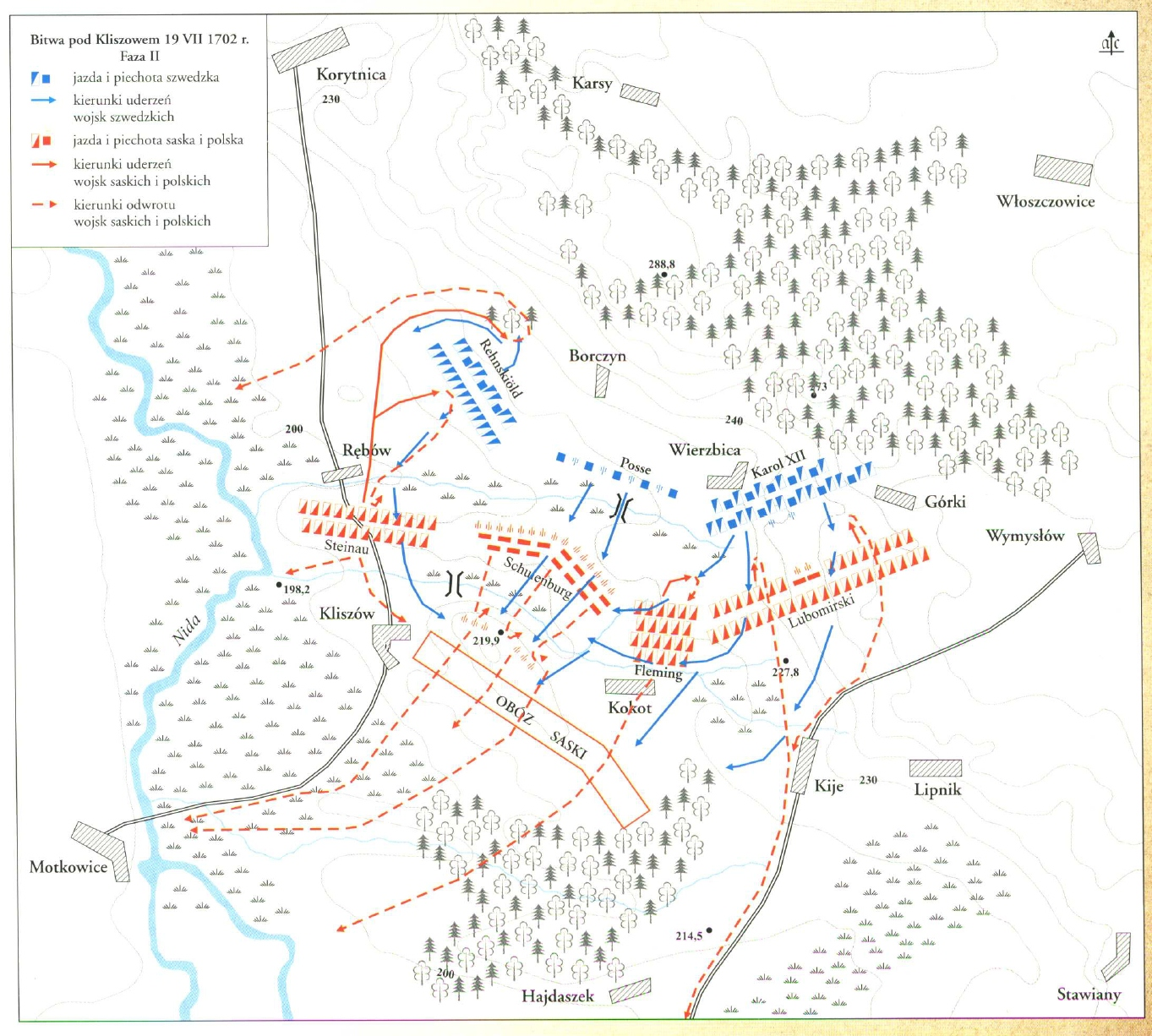
Endphase der Schlacht

Die sächsischen Truppen hatten sich über die Nida zurückgezogen. Ihr linker Flügel und ihr Zentrum unter dem Kommando von Johann Matthias von der Schulenburg waren durch einen Sumpf gedeckt. Der rechte Flügel, die Kavallerie unter dem Kommando von Jakob Heinrich Graf von Flemming war in einem Wald verborgen. Die polnische Kavallerie war auf dem rechten Flügel und stand unter Befehl von Hieronim Augustyn Lubomirski.
Der schwedische rechte Flügel stand unter dem Kommando von Carl Gustaf Rehnskiöld, die erste Linie des Zentrums unter Hans Henrik von Liewen und die zweite Linie unter Knut Göransson Posse, der linke Flügel wurde von Otto Vellingk kommandiert.
Karl XII. entschloss sich, die feindlichen Stellungen nach links zu umgehen. Die Schweden ergriffen die Initiative um zwei Uhr am Nachmittag und starteten einen Angriff auf die polnische Flanke. Der Kommandant des Angriffs, Friedrich IV., Herzog von Holstein-Gottorp, wurde dabei jedoch früh getötet und der schwedische Vormarsch dadurch gestoppt.
Parallel dazu hatten die Sachsen Übergänge über den Sumpf vorbereitet und griffen die abziehenden Schweden an ihrem rechten Flügel an. Die Sachsen verschenkten den sicher geglaubten Sieg, indem sie den Schweden ein Pistolengefecht aufzwingen wollten. Die schwedischen Truppen, kampferprobte Eliteregimenter, formierten sich und stürmten los. Die Sachsen wurden überritten, niedergehauen und gefangen genommen. Nur einige wenige Soldaten konnten sich über die Nida zurück retten. Gleichzeitig zum sächsischen Angriff wurde der linke Flügel der Schweden von der polnischen Kronarmee angegriffen. Karl zog in aller Eile Infanterie aus dem Zentrum gegen die polnischen Truppen zusammen. Er formierte drei Angriffsreihen (erste Reihe: Piken – zweite und dritte Reihe: Musketen) und erzielte damit eine verheerende Wirkung unter den polnischen Reitern. Fürst Lubomirski zog sich nach einem kurzen Gefecht, von der schwedischen Kavallerie verfolgt, mit seinem übrigen Heer bis zum Dorf Kije zurück.
Nachdem die schwedischen Truppen die polnischen und sächsischen Angriffe abgewehrt hatten, konzentrierte Karl XII. das Gros seiner Armee an der linken Flanke, wo die Polen zuvor standen, und rückten in kurzer Zeit in das sächsische Lager ein. Er übernahm dann die Kontrolle über die sächsische Artillerie und verwendete sie gegen die Sachsen. Die schwedischen Truppen schwenkten dann um und versuchten, den Übergang über die Nida zu erobern. Damit hätten sie die Sachsen eingekesselt. Doch General von der Schulenburg befahl seinen Infanterieregimentern aus dem Zentrum, die bisher kaum angegriffen worden waren, auf eigene Verantwortung den Übergang zu erreichen. Es entbrannte ein erbitterter Nahkampf. Ein Großteil der sächsischen Einheiten konnte sich jedoch über die Nida zurückziehen. Um fünf Uhr Nachmittags war die Schlacht zu Ende.

## Aufstellung
Die sächsische Armee war auch in dieser Schlacht unterbesetzt, mit etwa 7.000 Reitern und 9.000 Infanteristen die am Tag der Schlacht kampfbereit waren. Die polnische Armee war 8.000 Mann stark mit 2 Kanonen ausgestattet und waren alle beritten. Diese Truppe gliederte sich in ca. 900 Husaren (9 Kompanien), 3000 Pancerni (30 Kompanien), 500 bis 600 Dragoner und 3.500 bis 3.600 Kosaken und vier bis fünf Kanonen. Das Oberkommando hatte Adam Mikołaj Sieniawski.
Oberkommando: August II.
Rechter Flügel – Graf von Flemming
- Leib-Dragonerregiment (900 Mann)
- Goltz-Dragonerregiment (900 Mann)
- Garde du Corpsregiment (900 Mann)
- Leib-Kavallerieregiment(685 Mann)
- Kurprinz Kavallerieregiment (900 Mann)
- Eichstadt Kavallerieregiment (900 Mann)

Zentrum – 1. Linie General von der Schulenburg
- Polnisches Garderegiment (1500 Mann)
- Sächsisches Garderegiment (1500 Mann)
- Kurprinzregiment (1250 Mann)
- Königinregiment (1250 Mann)
- Beichlingenregiment (1250 Mann)

Zentrum – 2. Linie General Wenediger
- Regiment-Steinau (1250 Mann)
- Regiment-Pistoris (1250 Mann)
- Regiment-Görtz (1250 Mann)

Linker Flügel – General von Trampe
- Jordan Kavallerieregiment (900 Mann)
- Steinau Kavallerieregiment (900 Mann)
- Königin Kavallerieregiment(900 Mann)
- Leib-Kavallerieregiment (685 Mann)
- Kurprinz-Dragonerregiment (900 Mann)
- Milkau-Dragonerregiment (900 Mann)

Artillerie – wahrscheinlich dem Zentrum zugeordnet
- 24× 3-Pfund Kanonen
- 22× 12-Pfund Kanonen

Die schwedische Armee war zum Zeitpunkt der Schlacht sehr stark von Krankheit und den Auswirkungen der Gewaltmärsche gezeichnet. So reduzierte sich die offizielle eingetragene Mannstärke um etwa 2000 nicht einsatzfähige Männer, so dass nicht mehr als 4.000 Reiter und 8.000 Infanteristen zur Verfügung standen.
Oberkommando: Karl XII.
Rechter Flügel – General Rehnskiöld
- Livdragoneregiment (300 Mann)
- Drabantkåren (200 Mann)
- Livregiment till Häst (1250 Mann)
- Östgöta Kavallerieregiment (1000 Mann)

Zentrum – 1. Linie General von Liewen
- Livgardet till Fot (1900 Mann)
- Upplandregiment (1200 Mann)
- Närke – Värmlandregiment (1674 Mann)
- Västmanlandsregiment (1200 Mann)
- Dalregiment (1200 Mann)

Zentrum – 2. Linie General Posse
- Västerbottensregiment (1056 Mann)
- Södermanlands och Östgöta Tremanningsregiment (400 Mann)
- Upplands Tremanningsregiment (600 Mann)
- Kalmarregiment (1200 Mann)

Linker Flügel – General Vellingk
- Södra Skånska Kavallerieregiment (1000 Mann)
- Smålands Kavallerieregiment (1000 Mann)
- Livregiment till Häst (250 Mann)
- Livdragoneregiment (300 Mann)

## Folgen
Karl XII. war Sieger der Schlacht. Doch durch die kluge Entscheidung von der Schulenburgs war die sächsische Armee nicht gezwungen zu kapitulieren, sondern konnte sich unter Verlusten zurückziehen. Die Schweden erbeuteten die Artillerie und die Kriegskasse der Sachsen sowie die gesamte Bagage des Königs. Allerdings fiel Karls Schwager Herzog Friedrich IV.

„Das feindliche Lager der Alliirten war auff dreyen Seiten von einem Morast bedecket und vermuthete der Feind daß wir selbigen passiren würden; Der König Karl XII. aber nahm einen andern Weg und ließ den lincken Flügel der vom Herzog Friedrich IV. befehligt wurde so weit es geschehen konte avanciren umb dem rechten Flügel der Feinde in die flanqve zu gehen welches auch unerachtet des feindlichen canonirens, glücklich bewerckstelliget wurde wodurch wenig Leute erleget wurden und würde auch keinen sonderlichen Verlust verursachet haben wan nicht der Hertzog von Holstein noch ehe und bevor Wir mit dem Feind ins Handgemenge kahmen von einer feindlichen Kugel were getroffen worden. Er ward dadurch so tödtlich blessiret daß er wenig Zeit hernach mit grosser Standhafftigkeit seinen Geist auffgab.“

Die geringe Truppenstärke der Schweden erlaubte aber keine Verfolgung der geschlagenen polnisch-sächsischen Armee, und so konnte August die verbliebenen Einheiten seines Heeres in den östlichen Landesteilen von Polen wieder sammeln. Sein schneller Rückzug über Sandomierz nach Thorn erlaubte es Karl, am 31. Juli 1702 Krakau zu besetzen. Schweden kontrollierte nun die Residenzstadt Warschau und die Krönungsstadt Krakau. Über die Hälfte des polnischen Reiches blieb aber weiter in den Händen Augusts II.